# Samuel Karlin
Pour les articles homonymes, voir Karlin.
Samuel Karlin (né le 8 juin 1924 à Janowa, en Pologne ; mort le 18 décembre 2007 à Palo Alto, Californie) est un mathématicien américain, qui travaille notamment sur les applications des mathématiques à la génétique des populations et en biologie moléculaire, en théorie des jeux et en statistique.

## Biographie
Karlin est né dans une famille de juifs orthodoxes en Pologne, et il grandit à Chicago (la famille émigre aux États-Unis quand Samuel a deux mois). Karlin étudie à l'Institut de technologie de l'Illinois et obtient son doctorat en 1947 sous la supervision de Salomon Bochner à l'université de Princeton (Independent Functions). De 1948 à 1956, il enseigne au California Institute of Technology puis devient professeur de mathématiques et de statistiques à l'université Stanford. Il travaille également pour la RAND Corporation dans les années 1950.

## Travaux
Karlin travaille en économie mathématique, en bio-informatique, en théorie des jeux (avec des applications militaires à la RAND Corporation dans les années 1950), en théorie mathématique de l'évolution, en mathématiques de l'analyse de séquences en biologie moléculaire, et surtout en génétique des populations. La méthode statistique de comparaison des séquences d'ADN que lui et Stephen Altschul développent dans les années 1990 sert de base au programme d'analyse de séquences BLAST largement utilisé.

## Honneurs et distinctions
Karlin est membre de l'Académie nationale des sciences (depuis 1972), de l'Académie américaine des arts et des sciences (depuis 1970) et de l'American Philosophical Society (depuis 1995).  En 1989, il reçoit la National Medal of Science, en 1987 le Prix de théorie John-von-Neumann. En 1991, il devient membre honoraire de la London Mathematical Society.
Son fils Kenneth Karlin, avec qui il a également publié, est professeur de chimie à l'Université Johns-Hopkins, sa fille Anna Karlin est professeur d'informatique.

## Publications
- Mathematical Methods and Theory in Games, Programming, and Economics (2 volumes), Addison-Wesley, 1959, Dover Publications, 2003 (réédition en un volume),  (ISBN 0-486-49527-2).
- avec William J. Studden, Tchebycheff systems : With applications in analysis and statistics, Interscience Publishers, 1966.
- Total Positivity. Volume I, Stanford University Press, 1968.
- avec Howard M. Taylor, A First Course in Stochastic Processes, 2e édition, Academic Press, 1975.
- avec Eviatar Nevo (éd.), Population Genetics and Ecology, Academic Press, 1976.
- avec Howard M. Taylor, A Second Course in Stochastic Processes, Academic Press, 1981.
- Comme éditeur, Econometrics, Time Series, and Multivariate Statistics, Academic Press, 1983
- avec Howard M. Taylor:,An Introduction to Stochastic Modeling, Academic Press, 1984, 1994 (2e édition), 1998 (3e édition)
- « Mathematical models, problems and controversies of evolutionary theories », Bulletin of the AMS, vol. 10,‎ 1984, p. 221–273
- avec Sabin Lessard,Theoretical Studies on Sex Ratio Evolution, Princeton University Press, 1986,  (ISBN 978-0-691-08412-1).
- avec Eviatar Nevo (éd. ), Theoretical Studies on Sex Ratio Evolution, Academic Press, 1986.
- avec  Stephen F. Altschul, « Methods for assessing the statistical significance of molecular sequence features by using general scoring schemes », Proceedings of the National Academy of Sciences, vol. 87,‎ 1990, p. 2264–2268
- avec  Stephen F. Altschul, « Applications and statistics for multiple high-scoring segments in molecular sequences », Proceedings of the National Academy of Sciences, vol. 90,‎ 1993, p. 5873–5877
- avec David Eisenberg, Russ Altman (éd. ), Frontiers of Bioinformatics: Unsolved Problems and Challenges, The National Academies Press, 2005.